# Tom Kostopoulos
Tom Kostopoulos (né le 24 janvier 1979 à Mississauga, dans la province de l'Ontario au Canada) est un joueur professionnel canadien de hockey sur glace. Il commence sa carrière en jouant pendant trois saisons dans la Ligue de hockey de l'Ontario avec les Knights de London avant d'être sélectionné lors du repêchage d'entrée 1999 de la Ligue nationale de hockey par les Penguins de Pittsburgh.
Il rejoint alors les rangs de la Ligue américaine de hockey et les Penguins de Wilkes-Barre/Scranton pendant trois saisons avant de se faire petit à petit une place dans la LNH. En 2004, il quitte l'organisation des Penguins pour signer des contrats de quelques saisons pour différentes équipes successives : Kings de Los Angeles, Canadiens de Montréal, Flames de Calgary et enfin Hurricanes de la Caroline. À 33 ans, il est de retour en 2013 au sein de l'organisation des Penguins avec l'équipe de Wilkes-Barre/Scranton.

## Biographie

### Ses débuts en junior
D'origine Grecque, Kostopoulos commence le hockey avec les Reps de Mississauga, sa ville natale puis entame sa carrière hockey sur glace junior avec les Capitals de Brampton dans la ligue de hockey junior provinciale de l'Ontario en 1995-1996. Il joue 24 rencontres dans la saison régulière pour 18 points. À la suite de cette saison, il est choisi lors du repêchage de la Ligue de hockey de l'Ontario par les Knights de London. Il est ainsi le 18e choix du repêchage de 1996.
Kostopoulos fait son entrée dans la LHO dès la saison 1996-1997. Avec seulement 28 points pour 13 victoires, les Knights se classent derniers de la saison régulière. D'un point de vue personnel, Kostopoulos, qui évolue en tant qu'ailier, inscrit 25 points dont 13 buts. Les Knights et Kostopoulos font mieux lors de la saison suivante : l'ailier double son total de points alors que l'équipe passe de la dernière place de la LHO à la première de la division Ouest. Qualifiée pour les séries, l'équipe de London passe les premiers tours avant de perdre en demi-finale contre les 67 d'Ottawa 4 matchs à 0. Au cours des 16 rencontres jouées, Kostopoulos compte 10 points, le quatrième total de points de sa formation. Les résultats collectifs de la saison suivante sont globalement les mêmes avec une élimination des Knights en demi-finale des séries. Avec 87 points au cours de la saison régulière, Kostopoulos augmente encore son importance au sein de l'équipe ; il est alors le deuxième réalisateur de l'équipe. Lors des séries, il est le meilleur buteur et pointeur des siens avec 19 filets et 35 points.

### Carrière professionnelle

#### Au sein de l'organisation des Penguins
Lors de cette inter-saison, Kostopoulos participe au repêchage d'entrée dans la Ligue nationale de hockey et il est sélectionné lors du septième tour de la séance, le 204e joueur au total repêché cette année. Kostopoulos a déjà joué trois saisons avec les juniors mais n'est pas encore prêt à jouer dans la LNH. À la place, il passe la saison 1999-2000 dans la Ligue américaine de hockey avec l'équipe affiliée à la nouvelle franchise de Pittsburgh : les Penguins de Wilkes-Barre/Scranton de la Ligue américaine de hockey. Son équipe finit la saison à l'avant-dernière place du classement avec seulement 60 points alors que Kostopoulos est immédiatement un des joueurs phare de l'équipe avec 26 buts et 30 aides, deuxième meilleur pointeur de l'équipe derrière John Slaney. La saison suivante des Penguins est meilleure puisqu'ils se classent deuxièmes de leur division et parviennent dès leur deuxième saison à se qualifier pour les séries éliminatoires de la Coupe Calder. L'équipe, menée aux points par Toby Petersen, Greg Crozier et Kostopoulos mais également Michal Rozsíval et Andrew Ference en défense, passe les différents échelons pour accéder à la finale de la Coupe Calder. L'équipe remporte le trophée Robert-W.-Clarke en tant que meilleure équipe de l'association de l'Ouest, après avoir écarté les Bears de Hershey 4 matchs à 0. Malgré tout l'équipe perd en finale de la Coupe contre les Flames de Saint-Jean sur le score de 4 matchs à 2.
Les saisons se suivent sans se ressembler puisque les Penguins de Wilkes-Barre/Scranton manquent les séries en 2002 avec une dernière place de la division Sud. Au cours de cette saison, Kostopoulos fait ses débuts dans la Ligue nationale de hockey avec les Penguins le 29 décembre 2001 contre les Sénateurs d'Ottawa. Il inscrit ce soir son premier but dans la grande ligue. Il participe à 11 rencontres fin décembre et avril et compte deux points de plus. Kostopoulos devient le nouveau capitaine des Penguins pour la saison 2002-2003 de la LAH et il les mène à une qualification pour les séries éliminatoires où ils sont éliminés en demi-finale de division.
Toujours capitaine de Wilkes-Barre/Scranton, pour la première fois de sa carrière, Kostopoulos passe plus de temps en 2003-2004 dans la LNH que dans la LAH. 
Il joue ainsi 60 rencontres avec Pittsburgh qui se classe dernier de la saison 2003-2004 pour seulement une vingtaine dans la LAH. Cependant, c'est avec son équipe de la LAH que Kostopoulos joue les séries éliminatoires 2004, les Penguins se qualifiant une nouvelle fois pour la finale de la Coupe Calder mais sont balayés en quatre matchs secs par les Admirals de Milwaukee.

### Les années sans les Penguins

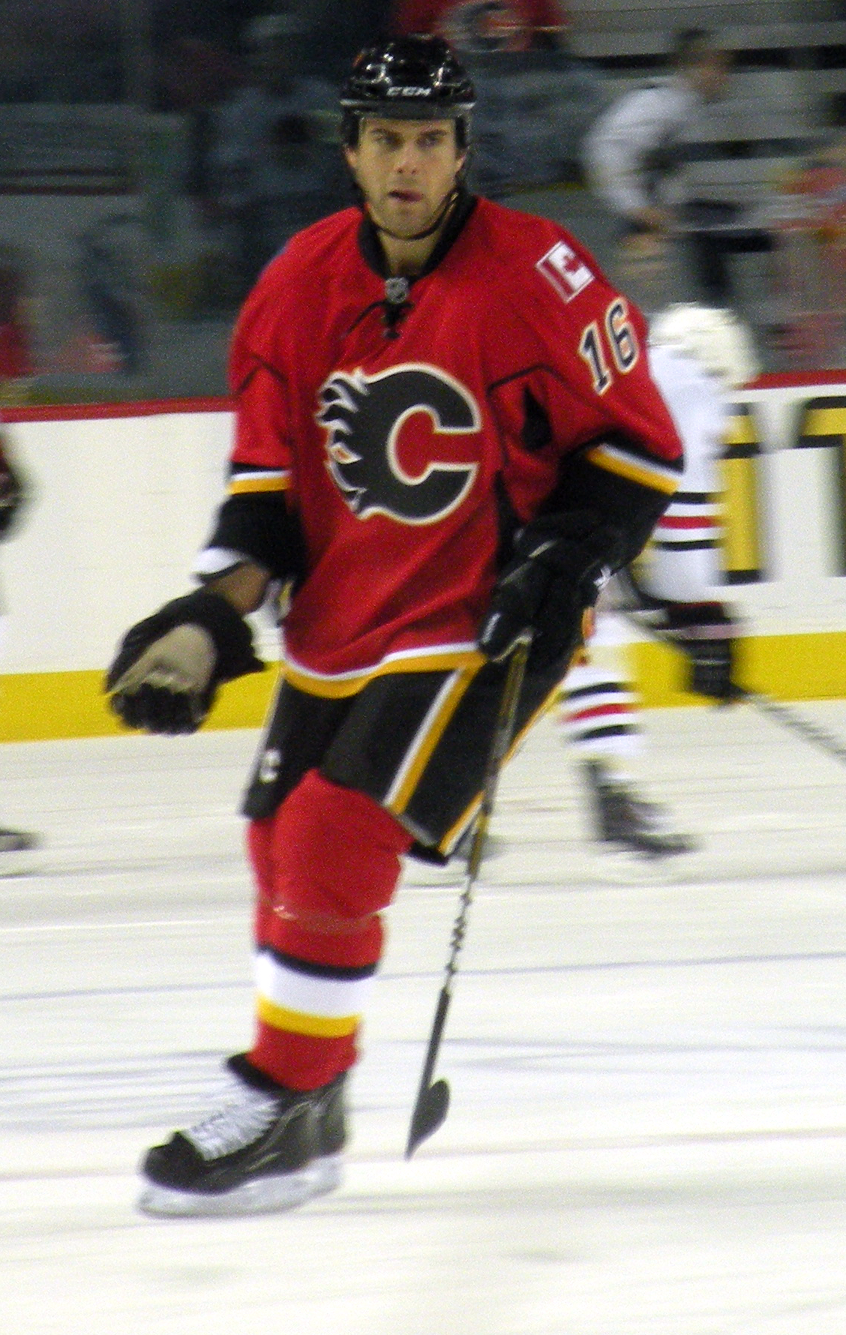
Kostopoulos avec les Flames de Calgary.

À la suite de cette saison, les Penguins ne lui proposent pas de nouveau contrat et il devient agent libre. Le 10 juillet 2004, il signe un contrat d'un an avec les Monarchs de Manchester de la LAH, l'équipe affiliée aux Kings de Los Angeles. Au moment de la signature du contrat, la saison 2004-2005 de la LNH est menacée d'être annulée en raison d'un lock-out, dans le cas contraire, il a une option pour jouer dans la LNH. La saison de la LNH étant finalement totalement annulée, Kostopoulos joue l'intégralité de la saison 2004-2005 avec les Monarchs qui se classent premiers de la division Atlantique. Avec 71 points inscrits lors de cette campagne, l'ailier de l'Ontario connaît sa meilleure saison dans sa carrière professionnelle. 
Malgré cette première place, les Monarchs sont éliminés dès le premier tour des séries en six matchs par les Bruins de Providence.
Le 1er août 2005, une nouvelle fois agent libre, Kostopoulos prolonge pour deux ans avec les Kings de Los Angeles. Il joue les deux saisons dans la LNH alors que son équipe se classe 10e en 2005-2006 puis 14e en 2006-2007 de l'association de l'Ouest, manquant les deux fois les séries éliminatoires. Il comptabilise à chaque fois 22 points pour 76 parties jouées. Encore une fois, Kostopoulos devient agent libre à l'issue de cette saison et il signe début juillet un contrat de deux ans pour 1,8 million de dollars avec les Canadiens de Montréal. Kostopoulos participe aux deux saisons des Canadiens dans la LNH comme avec les Kings mais cette fois, deux saisons couronnées par des séries éliminatoires. Ainsi, lors de la saison 2007-2008, les Canadiens finissant premiers de l'association de l'Ouest sont favoris pour le premier tour des séries contre les Bruins de Boston. Il leur faut cependant 7 rencontres pour se débarrasser de la huitième équipe de l'association avant de jouer contre les Flyers de Philadelphie au deuxième tour. Le premier match est une victoire des Canadiens en prolongation 4-3, le but de la victoire étant inscrit par Kostopoulos mais il s'agira de la seule victoire des Canadiens qui sont battus en cinq rencontres. Lors de la saison suivante, les Canadiens sont cette fois la dernière équipe qualifiée pour les séries et ils sont balayés en quatre matchs par les Bruins. Au cours de la saison régulière, dans la nuit du 11 au 12 février 2008, à Tampa Bay, Ryan O'Byrne se fait arrêter après le souper des recrues de Montréal pour avoir volé une sacoche qu'il pensait être celle de sa copine. Tom Kostopoulos est également arrêté pour avoir résisté à l'arrestation d'O'Byrne qui doit débourser 2500 $US pour payer son amende, et Kostopoulos, 500 $US. Aucune accusation criminelle n'a cependant été portée contre les deux joueurs des Canadiens.
À la suite de cette saison, Kostopoulos ne parvient pas à s'entendre avec les Canadiens de Montréal pour prolonger et il signe un contrat de trois saisons avec les Hurricanes de la Caroline ; son contrat prévoit un salaire de 700 000 dollars pour la saison 2009-2010, 950 000 en saison 2010-2011 et enfin 1,1 million de dollars en saison 2011-2012. Kostopoulos, alors âgé de 30 ans, joue l'intégralité des matchs de sa nouvelle équipe en 2009-2010 mais est échangé au début de la saison suivante avec Anton Babtchouk aux Flames de Calgary en retour de Ian White et Brett Sutter. Il finit ainsi la saison puis passe toute la saison 2011-2012 avec les Flames mais à chaque fois son équipe manque les séries éliminatoires.

### De retour avec les Penguins
La LNH connaît un début de saison 2012-2013 tronqué en raison de l'absence d'accords entre les propriétaires des franchises et les équipes. Le 23 janvier 2013, alors que la LNH vient de reprendre depuis quelques jours, Kostopoulos n'a toujours pas trouvé d'accord avec une équipe de la LNH et s'entend finalement avec les Penguins de Wilkes-Barre/Scranton pour un essai jusqu'à la fin de la saison. Il retourne donc à l'âge de 33 ans dans la LAH et les Penguins avec lesquels il détient plusieurs records : plus grand nombre de matchs (397), buts (97), aides (149) et points (246). Après 17 matchs dans la LAH, le 5 mars 2013, il signe un contrat d'un an à deux volets avec les Penguins d'une valeur de 600 000 dollars, permettant ainsi à la franchise de l'utiliser librement dans la LNH ou dans la LAH. La seule condition est que Kostopoulos doit d'abord passer par une phase de ballottage où n'importe quelle autre équipe peut le récupérer. Dès le lendemain de son nouveau contrat, il est mis en ballottage pour rejoindre la LAH et les Devils du New Jersey le réclament.
Il ne joue finalement que quinze matchs avec les Devils avant la fin de la saison et est de retour pour la saison 2013-2014 avec les Penguins de Wilkes-Barre/Scranton dont il reprend le rôle de capitaine. En 2014-2015, il participe au match des étoiles de la LAH. En fin de saison, il signe une prolongation d'un an de contrat avec les Penguins.
Le 4 avril 2018, il annonce qu'il se retire du hockey professionnel après la conclusion de la saison.

## Statistiques
| Saison     | Équipe                            | Ligue      |     | Saison régulière | Saison régulière | Saison régulière | Saison régulière | Saison régulière |    | Séries éliminatoires | Séries éliminatoires | Séries éliminatoires | Séries éliminatoires | Séries éliminatoires |
| Saison     | Équipe                            | Ligue      | PJ  | B                | A                | Pts              | Pun              | PJ               | B  | A                    | Pts                  | Pun                  |                      |                      |
| 1995-1996  | Capitals de Brampton              | LHJPO      | 24  | 9                | 9                | 18               | 28               | -                | -  | -                    | -                    | -                    |                      |                      |
| 1996-1997  | Knights de London                 | LHO        | 67  | 13               | 12               | 25               | 67               | -                | -  | -                    | -                    | -                    |                      |                      |
| 1997-1998  | Knights de London                 | LHO        | 66  | 24               | 26               | 50               | 108              | 16               | 6  | 4                    | 10                   | 26                   |                      |                      |
| 1998-1999  | Knights de London                 | LHO        | 66  | 27               | 60               | 87               | 114              | 25               | 19 | 16                   | 35                   | 32                   |                      |                      |
| 1999-2000  | Penguins de Wilkes-Barre/Scranton | LAH        | 76  | 26               | 32               | 58               | 121              | -                | -  | -                    | -                    | -                    |                      |                      |
| 2000-2001  | Penguins de Wilkes-Barre/Scranton | LAH        | 80  | 16               | 36               | 52               | 120              | 21               | 3  | 9                    | 12                   | 6                    |                      |                      |
| 2001-2002  | Penguins de Wilkes-Barre/Scranton | LAH        | 70  | 27               | 26               | 53               | 112              | -                | -  | -                    | -                    | -                    |                      |                      |
| 2001-2002  | Penguins de Pittsburgh            | LNH        | 11  | 1                | 2                | 3                | 9                | -                | -  | -                    | -                    | -                    |                      |                      |
| 2002-2003  | Penguins de Wilkes-Barre/Scranton | LAH        | 71  | 21               | 42               | 63               | 131              | 6                | 1  | 2                    | 3                    | 7                    |                      |                      |
| 2002-2003  | Penguins de Pittsburgh            | LNH        | 8   | 0                | 1                | 1                | 0                | -                | -  | -                    | -                    | -                    |                      |                      |
| 2003-2004  | Penguins de Wilkes-Barre/Scranton | LAH        | 21  | 7                | 13               | 20               | 43               | 24               | 7  | 16                   | 23                   | 3                    |                      |                      |
| 2003-2004  | Penguins de Pittsburgh            | LNH        | 60  | 9                | 13               | 22               | 67               | -                | -  | -                    | -                    | -                    |                      |                      |
| 2004-2005  | Monarchs de Manchester            | LAH        | 64  | 25               | 46               | 71               | 99               | 6                | 0  | 7                    | 7                    | 10                   |                      |                      |
| 2005-2006  | Kings de Los Angeles              | LNH        | 76  | 8                | 14               | 22               | 100              | -                | -  | -                    | -                    | -                    |                      |                      |
| 2006-2007  | Kings de Los Angeles              | LNH        | 76  | 7                | 15               | 22               | 73               | -                | -  | -                    | -                    | -                    |                      |                      |
| 2007-2008  | Canadiens de Montréal             | LNH        | 67  | 7                | 6                | 13               | 113              | 12               | 3  | 1                    | 4                    | 6                    |                      |                      |
| 2008-2009  | Canadiens de Montréal             | LNH        | 78  | 8                | 14               | 22               | 106              | 4                | 0  | 1                    | 4                    | 4                    |                      |                      |
| 2009-2010  | Hurricanes de la Caroline         | LNH        | 82  | 8                | 13               | 21               | 106              | -                | -  | -                    | -                    | -                    |                      |                      |
| 2010-2011  | Hurricanes de la Caroline         | LNH        | 17  | 1                | 3                | 4                | 30               | -                | -  | -                    | -                    | -                    |                      |                      |
| 2010-2011  | Flames de Calgary                 | LNH        | 59  | 7                | 7                | 14               | 44               | -                | -  | -                    | -                    | -                    |                      |                      |
| 2011-2012  | Flames de Calgary                 | LNH        | 81  | 4                | 8                | 12               | 57               | -                | -  | -                    | -                    | -                    |                      |                      |
| 2012-2013  | Penguins de Wilkes-Barre/Scranton | LAH        | 17  | 3                | 4                | 7                | 43               | -                | -  | -                    | -                    | -                    |                      |                      |
| 2012-2013  | Devils du New Jersey              | LNH        | 15  | 1                | 0                | 1                | 18               | -                | -  | -                    | -                    | -                    |                      |                      |
| 2013-2014  | Penguins de Wilkes-Barre/Scranton | LAH        | 71  | 22               | 25               | 47               | 72               | 17               | 4  | 6                    | 10                   | 20                   |                      |                      |
| 2014-2015  | Penguins de Wilkes-Barre/Scranton | LAH        | 72  | 16               | 28               | 44               | 62               | 8                | 3  | 2                    | 5                    | 12                   |                      |                      |
| 2015-2016  | Penguins de Wilkes-Barre/Scranton | LAH        | 75  | 19               | 33               | 52               | 97               | 10               | 5  | 7                    | 12                   | 4                    |                      |                      |
| 2016-2017  | Penguins de Wilkes-Barre/Scranton | LAH        | 74  | 24               | 30               | 54               | 49               | 5                | 0  | 2                    | 2                    | 4                    |                      |                      |
| 2017-2018  | Penguins de Wilkes-Barre/Scranton | LAH        | 31  | 5                | 14               | 19               | 31               | 3                | 0  | 0                    | 0                    | 6                    |                      |                      |
| Totaux LNH | Totaux LNH                        | Totaux LNH | 630 | 61               | 96               | 157              | 723              | 16               | 3  | 2                    | 5                    | 10                   |                      |                      |